# CD Olivais e Moscavide
Clube Desportivo Olivais e Moscavide – poirtugalski klub piłkarski z Lizbony, utworzony w 1912 roku. Obecnie występuje w Segunda Divisão Portuguesa.